# Che male fa/Un domani sempre pieno di te
Che male fa/Un domani sempre pieno di te è il terzo singolo dei Matia Bazar, pubblicato nel 1976, che anticipa l'album Gran Bazar (1977).

## Il disco
Rimane nella classifica dei singoli più venduti in Italia tra la fine del 1976 e del 1977, raggiungendo la 17ª posizione della hit parade settimanale e risultando fra i primi 80 del 1976.

## Che male fa

### Que mas me da
Versione in spagnolo di Che male fa (lett. "Questo mi dà [di] più") apparsa nel 1978 nell'album Sencillez insieme ad altre traduzioni di successi. Quest'album è una raccolta di canzoni destinate al mercato latino, piuttosto che una versione in spagnolo del corrispondente album Semplicità pubblicato in Italia nello stesso anno.
Il brano sarà poi incluso rimasterizzato nella raccolta in CD e LP Grandes éxitos (1996).
Il brano sarà poi ripreso da Mina nel 1986 e incluso nel disco Sì, buana.

## Un domani sempre pieno di te
Estratto dall'album Matia Bazar 1 del 1976.

## Tracce
Lato A
1. Che male fa – 3:50 (testo: Aldo Stellita – musica: Piero Cassano, Carlo Marrale)

Lato B
1. Un domani sempre pieno di te – 4:18 (testo: Aldo Stellita – musica: Piero Cassano, Carlo Marrale)

## Formazione

### Gruppo
- Antonella Ruggiero - voce solista
- Piero Cassano - tastiere, chitarra, voce
- Carlo Marrale - chitarra, voce
- Aldo Stellita - basso
- Giancarlo Golzi - batteria

### Altri musicisti
Hugo Heredia - flauto e sassofono in Un domani sempre pieno di te